# Alchemik (film)
Alchemik – polski film fantasy, kostiumowy z 1988 roku w reżyserii Jacka Koprowicza i z jego scenariuszem. Z filmu tego powstał też serial telewizyjny Alchemik Sendivius.

## Opis fabuły
Tytułowy bohater - alchemik Sendivius (Olgierd Łukaszewicz) przybywa na dwór księcia Fryderyka (Michał Bajor). Alchemik twierdzi, że potrafi uzyskać złoto z innych metali. Nikt nie chce w to uwierzyć. Otrzymuje od księcia szansę zademonstrowania tej umiejętności, jednak jeśli próba się nie powiedzie, ma zostać torturowany i stracony. Podczas transmutacji wydostają się szkodliwe opary, więc Sendivius prosi wszystkich obecnych o wyjście. Potem von Lotz (Michał Pawlicki) demonstruje wszystkim złoto. Jako nagrody Sendivius żąda od księcia uwolnienie więźnia - sędziwego alchemika Tomasza Setona (August Kowalczyk). Władca spełnia to życzenie, mianuje też Sendiviusa swym nadwornym alchemikiem. Jego poprzednik - von Lotz - nie może pogodzić się z utratą stanowiska, postanawia więc udowodnić, że Sendivius jest zwykłym oszustem. Odkrywa prawdę, jednak Sendiviusowi udaje się uciec.
Tymczasem alchemik usiłuje dowiedzieć się od Setona, jak naprawdę można uzyskać złoto z metalu nieszlachetnego. Sędziwy Seton jednak ma jedynie przedśmiertne majaki. Sendivius z kolei jest śledzony przez von Rumpfa (Marek Obertyn). Okazuje się też, że główny bohater pragnie poznać tajemnicę transmutacji, ponieważ żąda tego od niego książę Kiejstut (Jerzy Nowak), przetrzymując jako zakładników żonę i syna Sendiviusa. Dostaje od niego jeszcze jedną szansę - musi dowiedzieć się prawdy o transmutacji od żony Setona, wyznawczyni Szatana Teresy (Joanna Szczepkowska). Jego śladem podąża stale von Rumpf.

## Obsada
- Olgierd Łukaszewicz jako Alchemik Sendivius
- Michał Bajor jako Książę Fryderyk
- Joanna Szczepkowska jako Teresa Seton
- Marek Obertyn jako Von Rumpf
- Michał Pawlicki jako Von Lotz
- Jerzy Nowak jako Książę Kiejstut
- Henryk Machalica jako Vasari
- Leon Niemczyk jako Zwinger

oraz:
- Mariusz Dmochowski jako Mistrz Melchior
- Mieczysław Voit jako Spowiednik
- Katarzyna Gałaj(inne języki) jako Maria
- August Kowalczyk jako Seton
- Henryk Borowski jako Ojciec Salezy
- Mariusz Benoit jako Ojciec Hieronim
- Piotr Wysocki jako Ojciec Mervill
- Marek Frąckowiak jako Korwin
- Józef Para jako Honauer
- Dariusz Tomaszewski jako Conaro
- Krystyna Lech-Mączka jako Blanche
- Ryszard Marciniewski jako Lodovico
- Marian Żdenicki jako Charles von Caudenberg
- Tadeusz Paradowicz jako Karl Detiltz
- Bogusław Sochnacki jako Proboszcz Kalsken
- Agnieszka Kluk jako Amelia Reiche
- Jolanta Teska jako Urszula Wilden
- Katarzyna Bargiełowska jako Joanna Berg
- Erwin Nowiaszek jako Krasomówca
- Jerzy Kozakiewicz jako Hipnotyzer Magnus
- Wacław Radecki jako Łukasz
- Robert Rozmus jako Służący Sendiviusa
- Mieczysław Janowski jako Johann
- Arkadiusz Wojnarowski jako Guido
- Ryszard Rynkowski jako Trubadur
- Anna Bojarska-Skoczylas jako Hortensja
- Ewa Zdzieszyńska jako Akuszerka
- Ewa Orleańska jako Dziecko Sendiviusa
- Andrzej Mrozek jako Brat Albert
- Edwin Petrykat jako Brat Bertold
- Grzegorz Gruszka jako Rozbójnik
- Grzegorz Minkiewicz jako Lekarz u Marii
- Anna Garwolińska jako Rozalia
- Agnieszka Mirowska-Tomaszewska

## Plenery
- Sandomierz, Zamek Świny, Zamek Książ.